# Alone (bài hát của Alan Walker)
"Alone" là một bài hát của nhà sản xuất thu âm và DJ người Na Uy Alan Walker. Được thể hiện giọng hát bởi nghệ sĩ thu âm người Thụy Điển Noonie Bao, nó đã được phát hành thương mại để tải kỹ thuật số trực tuyến vào ngày 2 tháng 12 năm 2016.

## Bối cảnh
Trong một thông cáo báo chí phát hành ngày 2 tháng 12, Walker nói: "Với tôi, "Alone" là về sự gắn kết. Một bài hát ca ngợi cảm xúc và sự thoải mái của tình đoàn kết. Khi tôi bắt đầu làm nhạc, nó chưa bao giờ về bất cứ thứ gì [cụ thể], mà là về việc tạo ra thứ gì đó cho những người khác có thể tận hưởng cùng tôi. Những gì kinh nghiệm mà tôi đã tích lũy được khi làm nhạc và chia sẻ nó với [những người khác] thật kinh ngạc."

## Video âm nhạc
Video âm nhạc cho "Alone" được xuất bản trên kênh YouTube của Walker vào ngày 2 tháng 12 năm 2016.
Hầu hết video được quay tại Na Uy, chủ yếu tại quê nhà Bergen của Walker, và còn có những hình ảnh toàn cảnh của những điểm đến du lịch xung quanh đó như Ulriken và Trolltunga ở Odda. Một số phần cũng được quay tại những nơi nổi bật tại châu Âu, bao gồm Luân Đôn và Paris.
Để kết nối với việc phát hành đĩa đơn thứ ba, anh quay video âm nhạc tại núi Ulriken vào giữa tháng 10. Để quay cảnh này, anh đã tìm kiếm và mời hơn 100 người dân Bergen đóng vai phụ trong quá trình sản xuất, thực hiện bởi công ty sản xuất của Thụy Điển Bror Bror.

## Danh sách bài hát
| Tải kỹ thuật số | Tải kỹ thuật số | Tải kỹ thuật số |
| STT             | Nhan đề         | Thời lượng      |
| --------------- | --------------- | --------------- |
| 1.              | "Alone"         | 2:41            |

## Lịch sử phát hành
| Khu vực | Ngày                | Định dạng       | Nhãn đĩa   |
| ------- | ------------------- | --------------- | ---------- |
| Na Uy   | 2 tháng 12 năm 2016 | Tải kỹ thuật số | Mer Musikk |